# Paisatge amb personatge
Paisatge amb personatge (Paysage avec personnages) és un oli sobre tela de 60 × 80 cm realitzat per Chaïm Soutine vers l'any 1933 i dipositat al Museu de l'Orangerie de París.

## Context històric i artístic
Aquesta obra ha estat relacionada per Michèle Bundorf amb La casa blanca, que Waldemar George havia datat el 1933, en una època en què Soutine realitzà freqüents estades al camp. Al catàleg raonat de Maurice Tuchman, tots dos paisatges són situats al principi del període de Ceret, en aquest cas cap al 1918-1919.

## Descripció
És un paisatge relativament tranquil si el comparem amb les vistes de Ceret i de Canha de Mar. El caos cedeix el lloc a una composició ordenada: les proporcions dels objectes es corresponen amb el seu grau de llunyania, el carrer en pujada (ample i recte) presenta línies de fuga que indiquen clarament la profunditat i el personatge que camina pel centre de la composició accentua la perspectiva. S'hi distingeixen altres dues persones per un camí a la dreta i els colors són naturals: el verd de la vegetació, l'ocre dels camins i el vermell de les teulades. A la part inferior dreta sembla haver-hi un jardí amb els seus colors verds i vermells, mentre que les cases que hi ha en un segon pla es troben inclinades cap a l'esquerra segons un sistema d'inflexió que Soutine va convertir en recurrent durant el seu període de Ceret (1919-1922). No obstant això, l'execució d'aquest quadre (especialment, en el tractament dels arbres) sembla més propera a la de les pintures realitzades a París durant els anys 1917-1919 que no pas a les de Chartres durant els anys trenta en què feia servir un empastament més gruixut i uns tons més foscos. La pinzellada nerviosa que es desplega en arabescs té la mateixa força expressiva que la dels altres paisatges de Soutine, traduint la mateixa visió al·lucinada.